# Kurt Sigrist
Kurt Sigrist (Sachseln, 16 november 1943) is een Zwitserse beeldhouwer en objectkunstenaar.

## Leven en werk
Kurt Sigrist is de zoon van de houtsnijder en miniatuurmaker Christian Sigrist, wiens werk als Sammlung Sigrist wordt getoond in het plaatselijke Museum Bruder Klaus, gewijd aan de Zwitserse heilige Broeder Klaus. Hij groeide op in Sachseln in het kanton Obwalden. Van 1960 tot 1965 volgde hij een beeldhouwopleiding aan de Kunstgewerbeschule Luzern in Luzern. Vervolgens studeerde hij van 1966 tot 1967 aan de Hochschule für Bildende Künste in Hamburg. Een van zijn eerste werken was het in de geest van de arte povera gemaakte werk Kiste (1969) Sigrist kreeg zijn eerste exposities in Aarau, Zürich, Luzern en Chur. In 1977 vertegenwoordigde hij Zwitserland bij de Biënnale van São Paulo in de Braziliaanse stad São Paulo. Aansluitend maakte hij een studiereis door Brazilië, Peru en Bolivia. In 1993 ontving hij de Innerschweitzer Kulturpreis.
Het werk van Sigrist is te vinden in de openbare ruimte (vaak in samenwerking met architecten) en in kerken en andere sacrale bouwwerken. Zijn hoofdthema is de beschrijving van het begrip "ruimte", met name in zijn Raumobjekte, Zeitobjekte en Zeiträume.
De kunstenaar leeft en werkt in Sarnen.

## Enkele werken
- Zeitraum (1980), Gotthardraststätte aan de A2 in Erstfeld
- Understand (1986), beeldenpark Sculpture at Schönthal in Schönthal bij Langenbruck
- Vom Turm zum Brunnen (1987) - project van zeven kunstenaars, in de tuin van Museum Bruder Klaus in Sachseln
- ''Einsiedeleien (1991), Kulturweg Baden-Wettingen-Neuenhof
- Raumkonstellation (1997)
- Treppenskulptur (1998), Schnitzturm in Stansstad
- Vormgeving koorruimte Hofkirche in Luzern (2000/01)
- Memento 22.August 2005 (2005) in Ennetbürgen

## Fotogalerij

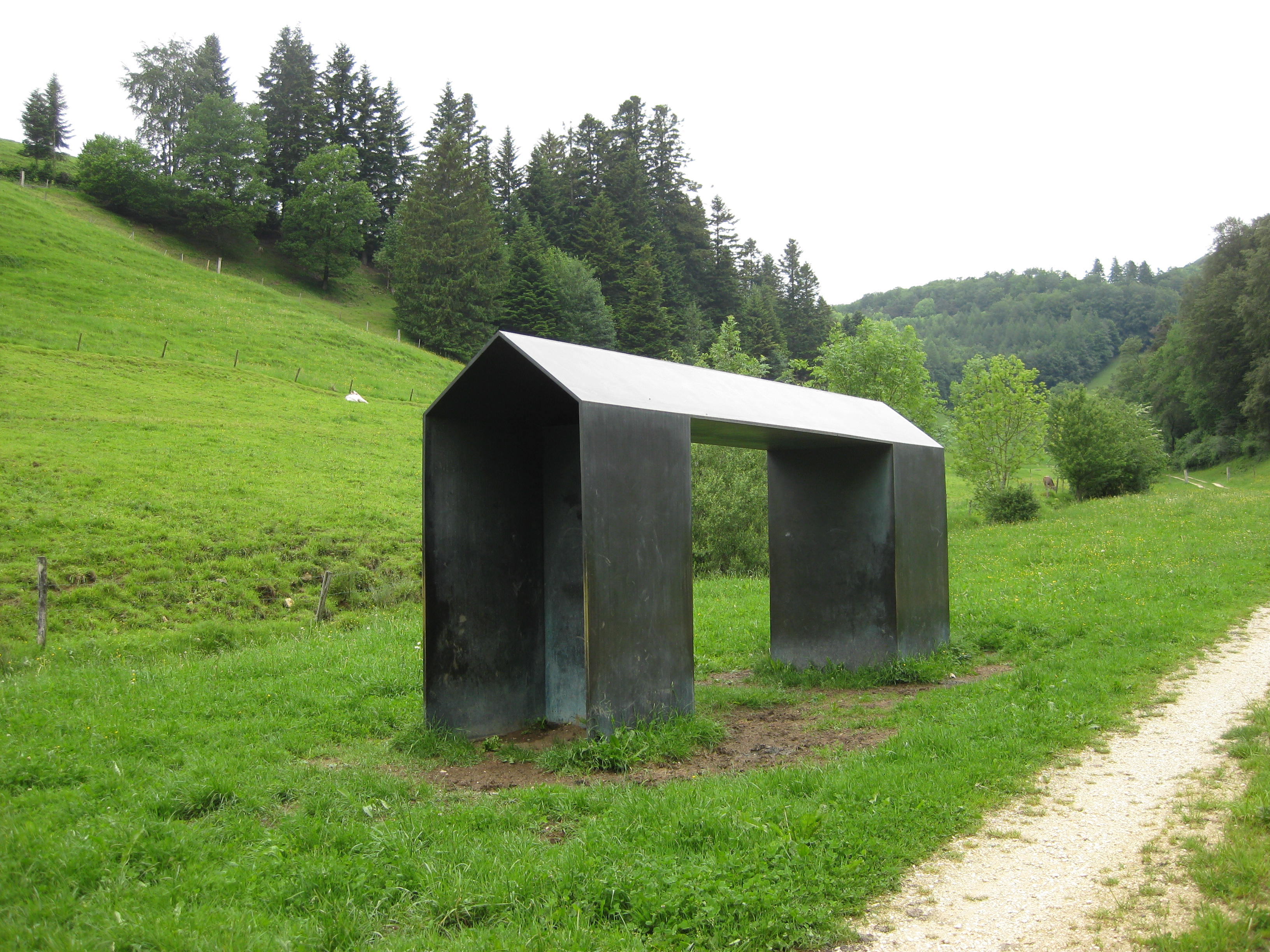
''Understand (1986)
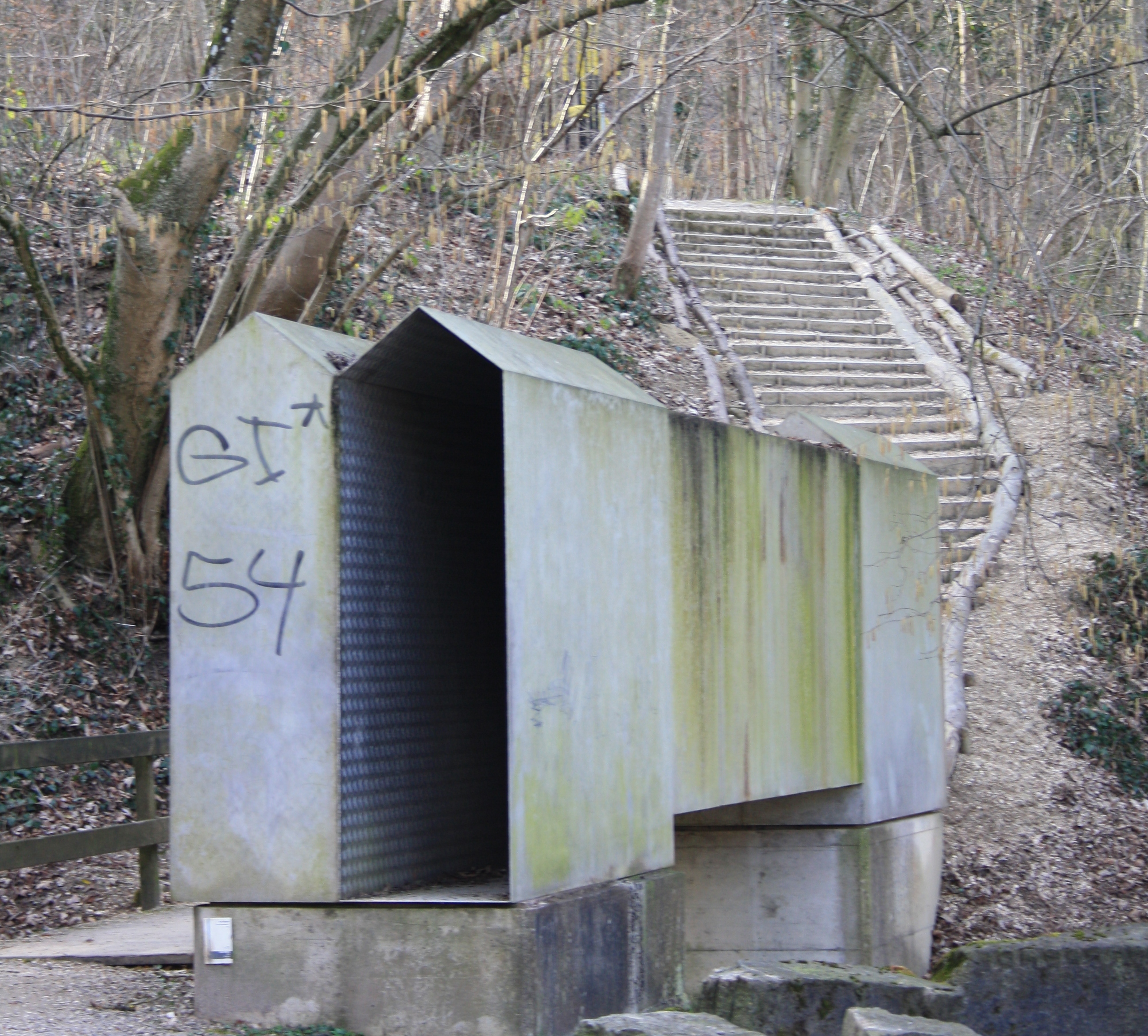
Einsiedeleien (1991)